# Ooencyrtus submetallicus
Ooencyrtus submetallicus är en stekelart som först beskrevs av Howard 1897.  Ooencyrtus submetallicus ingår i släktet Ooencyrtus och familjen sköldlussteklar. Inga underarter finns listade i Catalogue of Life.